# TV-året 1986

## Händelser

### Januari
- 1 januari - I Sverige träder Lag om lokala kabelsändningar i kraft.[1]
- Rapport utser Refaat El-Sayed till Årets svensk vid nyår, i februari avslöjar Björn Gillberg att El-Sayed ljugit om att han har doktorsexamen.

### Juli
- 1 juli - TV-licensen i Sverige höjs med 60 SEK till 708 SEK per år. Tilläggsavgiften för färg-TV förblir 160 SEK per år.

### Augusti
- 18 augusti - Aktuellt byter den vinröda studion mot dels en studio i grått, dels en studio i redaktionsmiljö. Programledare i Aktuellt är Jarl Alfredius, Ingela Agardh, Åke Ortmark, Lennart Winblad, Ann-Britt Pettersson, Mats Hådell och Sven Strömberg.
- 18 augusti - Rapport börjar med en sen sändning cirka 22:15 som leds av Bengt Magnusson och Jane Brick.

### September
- 13 september - Första avsnittet av animerade TV-serien The Real Ghostbusters får premiär på amerikanska TV-nätverket ABC.

### December
- 15 december - SVT meddelar att 320 fasta tjänster skall bort fram till 1992.[2]

### Okänt datum
- SVT börjar övergå till den då nya tekniken chroma-key för väderpresentationen.[3]

## TV-program

### S4C
- 5 december - Serieavslutning, Super-Ted.

### Sveriges Television
- Okänt datum - Dallas, Dynastin, Maktkamp på Falcon Crest, M*A*S*H, Nattsudd
- 1 januari - Västtyska miniserien Ubåten (Das Boot)
- 3 januari - Premiär för Mord och inga visor (Murder She Wrote) med Angela Lansbury
- 4 januari–8 februari - Här är ditt liv med bland andra Bengt Westerberg och Stikkan Anderson
- 4 januari - Barnprogrammet Lördagsgodis med Robert Sjöblom
- 6 januari–8 januari - Kriminalserien Skuggan av Henry med Thomas Hellberg, Stina Ekblad, Jessica Zandén med flera.
- 9 januari - TV-pjäsen Plötsligt skulle vi skiljas med Lis Nilheim, Johannes Brost, Margreth Weivers, Johan Seidefors, med flera.
- 11 januari - Premiär för science-fictionserien V
- 12 januari - Amerikanska komediserien De fyra årstiderna (The Four Seasons)
- 12 januari - Amerikanska komediserien Sju på sjukan (E/R)
- 12 januari - Västtyska miniserien Heimat om Tysklands historia
- 13 januari - TV-pjäsen Hummerkriget med Yvonne Lombard, Bertil Norström, Marika Lagercrantz med flera.
- 16 januari - Premiär för underhållningsprogrammet Fantastiskt med Kari Storækre, Åke Wilhelmsson och Henrik S. Järrel
- 20 januari - Bergerac, brittisk deckare som utspelas på ön Jersey
- 20 januari - Fläskfarmen av Lars Molin med Ingvar Hirdwall, Helge Skoog med flera.
- 22 januari - TV-filmen Vem älskar Yngve Frej? i repris från 1973
- 9 februari - Namnsdagsserien med Måns Herngren, Hannes Holm, Ulf Larsson med flera.
- 17 februari - Caféprogrammet Kafé Stockholm med Agneta Bolme, Jeanette von Heidenstam och Ingemar Glemme
- 17 februari - Kullagret med Kjell Bergqvist, Johannes Brost, Mona Seilitz med flera.
- 22 februari - Andra omgången av Razzel
- 22 februari - Premiär för Svarte ormen (Black Adder), komik med Rowan Atkinson
- 26 februari - Kriminalfilmen Skånska mord: Veberödsmannen med Ernst-Hugo Järegård
- 5 mars - Kriminalfilmen Skånska mord: Esarparn med Ernst-Hugo Järegård
- 10 mars - Miniserien Gösta Berlings saga med Margaretha Krook, Harriet Andersson, Thommy Berggren, Ingvar Kjellson, Max von Sydow med flera.
- 14 mars–18 april - Gäst hos Hagge med bland andra Birgit Nilsson och Jan Myrdal
- 19 mars–2 april - Sammansvärjningen, om mordet på Gustav III med Thomas Hellberg, Allan Svensson, Stefan Sauk, Ingvar Hirdwall, Tomas Bolme med flera.
- 4 april - Kriminalfilmen Skånska mord: Hurvamorden med Ernst-Hugo Järegård
- 6 april - Franska serien Den gyllene riddaren (Gaston Phoebus)
- 7 april - Premiär för deckarserien Miami Vice
- 9 april - Andra omgången av Oss skojare emellan med Ingvar Oldsberg
- 9 april - Svenska dramaserien Hövdingen med Sten Ljunggren, Tomas Norström med flera.
- 13 april - Tredje säsongen av Helt apropå
- 18 april - Brittiska Änkorna (Widows 2)
- 21 april - Svenska TV-serien Seppan i regi av Agneta Fagerström-Olsson
- 27 april - Premiär för amerikanska Datadeckarna (Whiz Kids)
- 10 maj - Fragglarna i repris från 1985
- 15 maj - Ny säsong av Prat i kvadrat med Fredrik Belfrage
- 21 maj - Australiska Doktorn kan komma (The Flying Doctors)
- 9 juni - Premiär för Knight Rider med David Hasselhoff
- 9 juni - Ny säsong av science-fictionserien V
- 10 juni - Brittiska Jag, Claudius i repris från 1977
- 11 juni - Amerikanska Mr. Merlin i repris från 1983
- 15 juni - Brittiska TV-filmen Flickor från landet (The Country Girls) med Sam Neill
- 1 juli - Brittiska Forsytesagan (The Forsyte saga) i repris från 1967
- 6 juli - Premiär för västtyska läkarserien Kliniken (Die Schwarzwaldklinik)
- 9 juli - Ingmar Bergmans Scener ur ett äktenskap i repris från 1973
- 11 juli - Premiär för Bortom mörkret (The Twilight Zone)
- 13 juli - Premiär för amerikanska komediserien Vad har hänt, fru president? (Hail to the Chief)
- 15 juli - Nattkafé från Göteborg med Siewert Öholm
- 19 juli - Artistuppträdanden från Gröna Lund i Grönansommar
- 23 juli – Bröllopet i London, direktsändning av bröllopet mellan prins Andrew och Sarah Ferguson, kommentatorer Christina Hansegård-Burton och Sven Strömberg
- 18 augusti - Ny säsong av Femettan med Staffan Ling
- 23 augusti - Premiär för Macken med Galenskaparna/After Shave
- 24 augusti - Ny säsong av Familjen Cosby
- 12 september - Underhållningsprogrammet Kyss Karlsson med Gösta Engström
- 20 september - Västtyska Mord i efterskott (Tatort - Der Mord danach)
- 22 september - TV-filmen Den nervöse mannen av Allan Edwall med Stefan Ekman, Claire Wikholm, Lars-Erik Berenett med flera.
- 22 september - Caféprogrammet Café Umeå med Karin Fahlgren
- 24 september - Premiär för Pantertanter (The Golden Girls)
- 24 september - TV-pjäsen White Lady med Meta Velander, Birgitta Valberg med flera.
- 29 september - Prästkappan med Mats Bergman, Anders Linder, Allan Svensson, Jessica Zandén, Gunnel Fred med flera.
- 5 oktober - Sköna söndag med Catrin Jacobs
- 10 oktober - Studierektorns sista strid med Björn Gustafson, Helena Brodin, Birgitta Valberg med flera.
- 11 oktober - Svenska kriminalfilmen Hassel – Anmäld försvunnen med Lars-Erik Berenett
- 14 oktober - Ny säsong av Rekord-Magazinet med Jan Guillou
- 15 oktober - Ny säsong av aktualitetsprogrammet 20:00
- 17 oktober - Dramaserien Bläckfisken (La piovra) om den italienska maffian
- 18 oktober - Frågesportprogrammet Kvitt eller dubbelt med Bi Puranen och Bo Rehnberg.[2]
- 18 oktober - Svenska kriminalfilmen Hassel – Beskyddarna med Lars-Erik Berenett
- 19 oktober - Frågesportprogrammet Babbel med Lennart Swahn
- 20 oktober - Ny säsong av Café Sundsvall med Gunnar Arvidson
- 22 oktober - Torra fakta, om alkoholism med Bengt Bedrup
- 23 oktober - Underhållning för unga i Södra station
- 24 oktober - Andra säsongen av underhållningsprogrammet Fantastiskt med Kari Storækre, Åke Wilhelmsson och Henrik S. Järrel
- 26 oktober - Svenska ungdomsserien Pep Talk med Mats Albertsson och Pauline Porath
- 31 oktober - Affären Ramel med Povel Ramel, Mikael Ramel, Lotta Ramel samt gäster
- 1 november - Amerikanska serien Modedockorna (Paper Dolls)
- 3 november - Science-fictionserien Femte generationen i regi av Colin Nutley med Tomas Fryk, Gunnel Fred, Krister Henriksson med flera.
- 14 november - Videograttis med Totte Wallin
- 16 november - Dramaserien Quo vadis baserad på Henryk Sienkiewiczs roman om Romarriket
- 24 november - Ny säsong av Café Norrköping
- 24 november - Brittiska deckarserien Mord på herrgård (Cover Her Face) med Roy Marsden som inspektör Adam Dalgliesh vid Scotland Yard
- 26 november - TV-pjäsen Skratta Pajazzo med Johan Ulveson, Mats Bergman, Björn Granath med flera.
- 1 december - Årets julkalender är Julpussar och stjärnsmällar. [4]
- 1 december - Kunglig toalett av Lars Molin med Gösta Bredefeldt, Bertil Norström, Claire Wikholm med flera.
- 10 december - TV-filmen Yngsjömordet i regi av Richard Hobert
- 21 december - Kriminalkomedin Flykten med Per Oscarsson, Anders Nyström med flera.
- 23 december - TV-pjäsen Herrar med Magnus Ehrner, Johan Rabaeus och Philip Zandén
- 26 december - Repris av Törnfåglarna från 1984
- 29 december - Premiär för barnserien Isalena och Energiskan av Anna Roll

### Fotnoter
1. ↑  ”Vidaresändningsplikt för TV-sändningar genom tråd”. Myndigheten för radio och TV. 2 mars 2011. sid. 56. Arkiverad från originalet den 13 september 2014. https://web.archive.org/web/20140913012722/http://radioochtv.se/documents/uppdrag/vidaresandningsplikt%202011.pdf. Läst 19 februari 2017.
2. 1 2   Horisont 1986. Bertmarks
3. ↑  John Pohlmans blogg 21 november 2010 - TV-väder historik del 9 Arkiverad 15 december 2010 hämtat från the Wayback Machine.
4. ↑  ”Jultradition”. Arkiverad från originalet den 25 april 2012. https://web.archive.org/web/20120425112719/http://www.jultradition.se/tv.htm. Läst 26 mars 2011.